# 林允浩
林允浩（韓語：임윤호，1989年10月20日—），韓國男演員，於2013年參演劇集《七級公務員》出道。

## 簡歷
林允浩於高中時前往加拿大留學，在赴加初期在學校裡是一個寡言的學生。隨著逐漸融入當地的生活，他漸顯示對演戲的興趣，更在學年末慶典中與其餘同學一同表演一齣戲劇。自此，他以成為一個演員為目標。完成高中後，他於美國紐約州立大學工商管理學位。亦因其曾在北美留學，故其英語並沒有韓國人的口音。當他20歲時，他與經紀公司代表見面後便回到了韓國。他採納了經紀公司建議他先在軍隊服役的建議。當時，他在結束軍事服役後想回到美國，但他不願重返校園。在2012年7月退伍後，他接受了六個月的演藝訓練，並在之後告訴父親自己欲成為演員的理想，但遭到強烈反對。然而，其父在他出道後便消除了反對想法，並認同其理想。

## 演出作品

### 電視劇
- 2013年：MBC《七級公務員》飾演 崔武鎮
- 2013年：KBS《至誠感天》飾演 張東旭
- 2014年：TV朝鮮《妻子醜聞－起風了》飾演 林允浩
- 2014年：OCN《神的測驗4》飾演 高慶韓
- 2015年：KBS《Drama Special－風吹到一個希望的地方》飾演 千上士
- 2015年：MBC《不屈的車女士》飾演 金善宇
- 2015年：KBS《皇太子的王子》飾演 李夢龍
- 2018年：SBS《江南醜聞》飾演 崔瑞俊

### 電影
- 2017年：《Oz on the Moon》
- 2018年：《興夫（朝鲜语：흥부 (영화)）》飾演 鄭容弼

## 外部連結
- 林允浩的Instagram帳戶